# Добрович, Димитр
Димитриос Домвриадис (греч.  Δημήτριος Δομβριάδης ), он же Димитр Добрович (болг. Димитър Георгиев Добрович; 1816 — 2 марта 1905) — греческий художник болгарского происхождения. Представитель академической Мюнхенской школы греческой живописи. Некоторые болгарские источники характеризуют его как «первого болгарского художника получившего академическое художественное образование».

## Биография

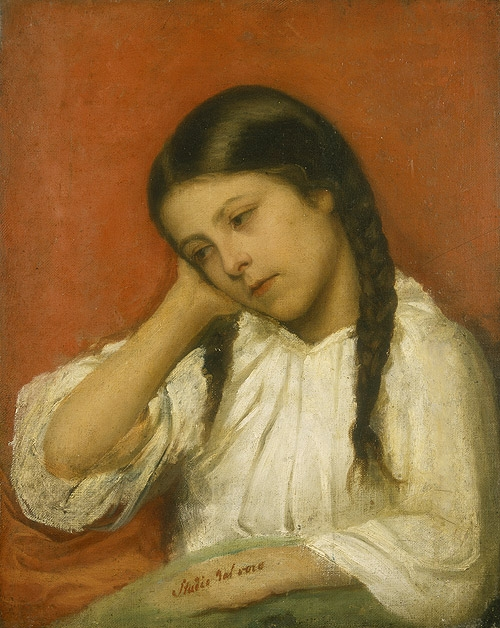
Портрет девочки (около 1850)

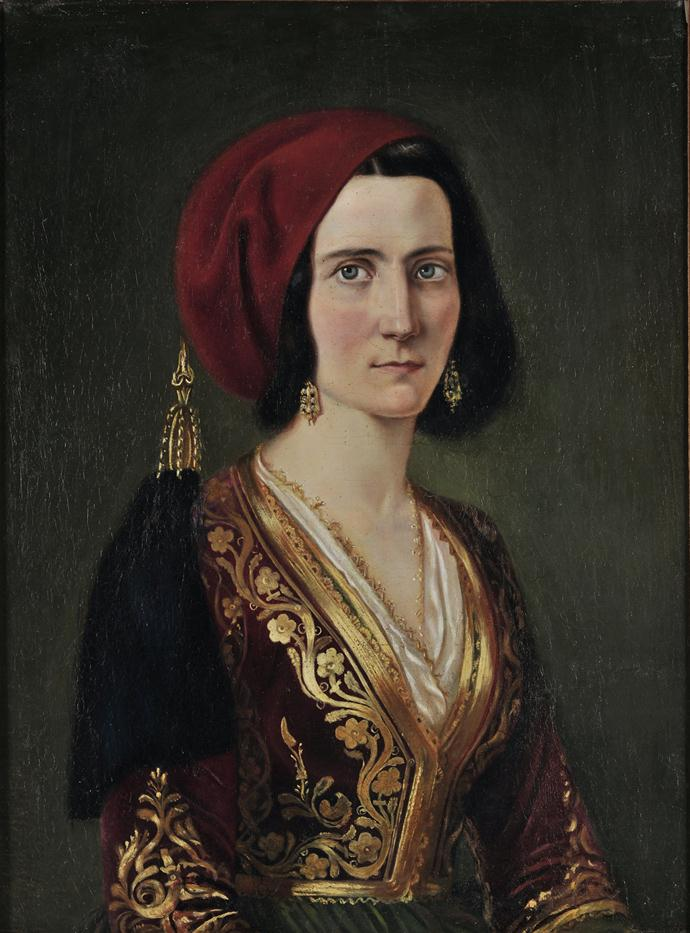
Девушка в греческом костюме (Национальная художественная галерея (Афины), около 1850)

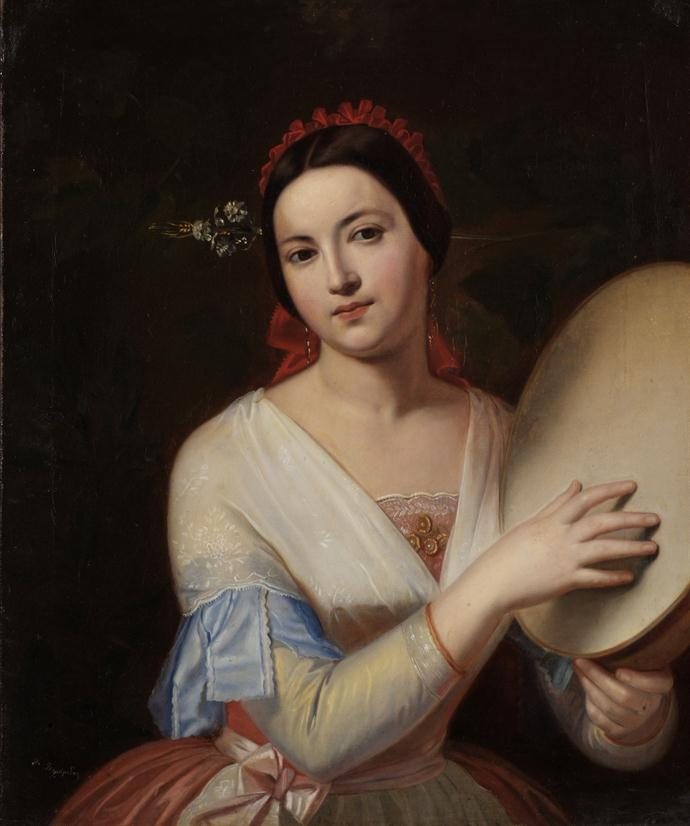
Итальянская танцовщица (Национальная художественная галерея (Афины), 1850—1853.)

Национальная галерея Греции не располагает достоверными данными ни о годе рождения (около 1820) художника, ни о месте рождения (где-то во Фракии), ни о его национальной принадлежности и семье.
Учитывая скромное место художника в греческой живописи и, одновременно, его характеристику как первого болгарина получившего академическое художественное образование и не имея возможности проверить информацию в авторитетных источниках, примем биографические данные художника из местной болгарской газеты.
Согласно информации из болгарской газеты, художник родился в 1816 году в верхнефракийском городе Сливен, Османская империя, в семье торговца льдом и дочери богатого скотовода. В 1830 году, вместе с дедом отправился в Валахию. Жил в Плоешти и Браиле, но вернулся в Сливен.
В период 1834—1837, он учился в греческой «Великой школе нации» в Константинополе. Закончив «Великую школу» уехал в Греческое королевство.
Поступил в Афинскую школу изящных искусств, где учился в период 1844—1848 у братьев Филиппа и Георгия Маргаритисов и у неаполитанца Raffaello Ceccoli.
Будучи ещё студентом был награждён в 1846 году за свою картину в категории работ маслом.
Свои работы, в основном портреты, художник подписывал как Димитриос Домбриадис (греч. Δημήτριος Δομβριάδης), что согласно болгарским источникам есть эллинизированная форма Димитрия Добровича.
В 1851 году, получив двухгодичную стипендию греческого короля Оттона, вместе с другими молодыми греческими художниками, был отправлен продолжить учёбу в Римскую академию художеств.
Эти даты, указанные Национальной галерей Греции, ставят под сомнение утверждение болгарской газеты о трёхмесячном участии художника в итальянской революции 1848 года.
Художник завершил свою учёбу в Риме в 1853 году.
В 1875 году выставлял свои работы на всегреческой выставке «Олимпия» в афинском дворце Заппион.
Согласно болгарским источникам художник вернулся в Сливен в 77-летнем возрасте, в 1893 году, когда город уже был в составе созданного Россией Болгарского княжества. Согласно тем же источникам, художник умер в Сливене в 1905 году.

## Работы
В начальный период своей работы в Афинах, художник писал иконы для греческих православных церквей. Но вскоре он порвал с каноническим подходом иконографии и принял светский стиль живописи.
Некоторые из сохранившихся работ греческого периода включают в себя Портрет греческого епископа (1842—1843), Портрет жены итальянского художника Raffaello Ceccoli (1842—1847, Национальная галерея Болгарии), Портрет девочки (около 1850, Национальная галерея) и Портрет греческого церковного писателя Евгения Вулгариса.
Его работы находились под влиянием искусства Возрождения и включали в себя жанровые сцены и портреты а также копии итальянских мастеров.
В своей поздней карьере художник обратился к работам маслом и проявил свой интерес к реализму, как например в работе Больная девочка.
Муниципальная галерея Сливена носит сегодня имя художника. Кроме Национальной галереи Болгарии несколько работ художника выставлено в Национальной галерее Греции.